# Casa Pedro Lavella
La Casa Pedro Lavella és una obra de la Vall de Boí (Alta Ribagorça) inclosa a l'Inventari del Patrimoni Arquitectònic de Catalunya.

## Descripció
Edifici de planta rectangular amb tres façanes i una mitgera, cobert a dos vessants amb el carener en sentit nord-sud.
Consta de semisoterrani, dos pisos i golfes, amb el portal d'accés a la planta semisoterrani, a la façana sud. Sobre aquest portal hi ha un balcó i al segon pis una finestra fora de la vertical dels dos anteriors.
A les façanes laterals hi ha diverses finestres.
La façana principal i part de la lateral est conserven l'estuc de calç. Es un bon exemple de l'habitatge modest amb transformacions espontànies.